# Regalia fasciculares
Regalia fasciculares is een vlokreeftensoort uit de familie van de Regaliidae. De wetenschappelijke naam van de soort is voor het eerst geldig gepubliceerd in 1930 door K.H. Barnard.